# 南京地铁18号线
南京地铁18号线，据人民网介绍原名为南京地铁S11号线，是南京地铁规划中的线路。线路将从南京北站出发，跨长江后连接南京站、南京南站，到达禄口机场。

## 规划站点
18号线规划为快线，起点站为南京北站，途径江北核心区组团与自贸区东部，过江后连接新街口站、中华门站，至终点站禄口机场站。

## 建设历程
2020年4月，南京地铁18号线正式列入长江三角洲交通运输更高质量一体化发展规划，该线路的过江通道列入《长江干线过江通道布局规划（2020—2035年）》。截止2020年，南京市域18号线已开展预可研工作。